# ENSI
La Empresa Neuquina de Servicios de Ingeniería (ENSI) es una empresa privada perteneciente al Gobierno de Argentina creada el 21 de diciembre de 1989 a través de la ley 1827, y conformada por la Comisión Nacional de Energía Atómica (CNEA) y la provincia del Neuquén. Está ubicada a 55 kilómetros al oeste de la ciudad de Neuquén, sobre el km 1278 de la Ruta Nacional 237, en Arroyito, cerca del río Limay. La ENSI produjo por primera vez agua pesada en 1994.
Opera la PIAP (Planta Industria de Agua Pesada) más grande del mundo para la producción de agua pesada, un elemento indispensable para moderar y refrigerar el funcionamiento de los reactores nucleares. Tiene una capacidad de producción de 200 toneladas por año y elabora "agua pesada grado reactor" con el más alto nivel de pureza. Debido a las obras de culminación de la central nuclear Atucha II, esto demandó para ENSI tres años de trabajo de dedicación exclusiva y a plena capacidad. La empresa es en la actualidad una de las pocas proveedoras de agua pesada en el mercado internacional, y cuenta con la planta de mayor capacidad de producción en el mundo.
Cuenta con más de 800 trabajadores calificados entre profesionales y técnicos de distintas especialidades y la generación de servicios indirectos entre contratistas, talleres, transportes y comercios. 80 personas trabajan en la planta de agua pesada y el resto en los servicios de operaciones y mantenimiento del petróleo. La planta estuvo paralizada desde septiembre de 2000, cuando fue cerrada por un decreto del presidente Fernando de la Rúa, hasta agosto de 2004, cuando por decisión del presidente Néstor Kirchner comenzó nuevamente a producir para satisfacer las necesidades del reactor que INVAP instaló en Australia. Durante este período de tiempo, el personal de la planta se había dedicado al mantenimiento de la misma.

## Objetivo

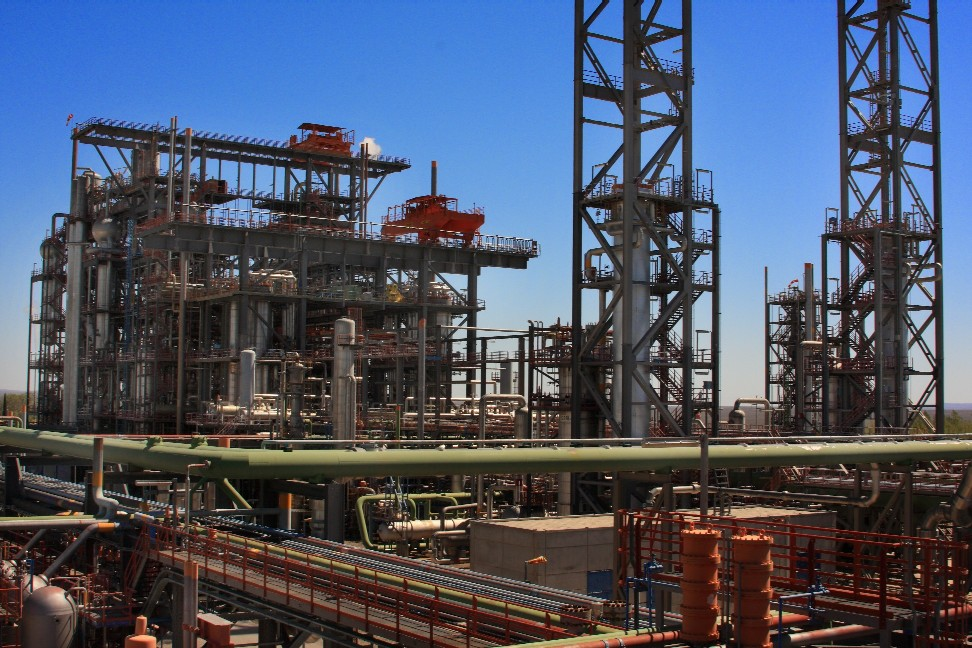
Vista de la planta de agua pesada.

El objeto principal es operación de plantas químicas y/o petroquímicas, elaboración y comercialización de productos químicos, y como objetivo secundario realizar actividades de investigación aplicada, desarrollo tecnológico, diseño de ingeniería, construcción, montaje y puesta en marcha de instalaciones industriales, como así también provisión de mano de obra y/o materiales, inspección y ensayo, representación de empresas nacionales y/o extranjeras y todo otro servicio relacionado con el sector industrial. 
La PIAP es una industria química convencional de muy alta tecnología.
Su capacidad de producción es de 200 toneladas por año, en dos líneas de producción de 100 tn cada una. La planta fue equipada por la empresa suiza Sulzer.
El proceso de obtención de agua pesada, seleccionado y aplicado en PIAP, se basa en el método conocido como Intercambio Isotópico Monotérmico Amoníaco – Hidrógeno. El producto elaborado es de la más alta calidad y el proceso productivo se desarrolla bajo un Sistema de Aseguramiento de la Calidad certificado por la norma internacional ISO 9002.
El equipamiento electromecánico y de estructuras pesa más de 27.000 tn e incluye, entre otros:
300 bombas
250 intercambiadores de calor
240 recipientes de presión
90 compresores de gases
13 reactores
30 columnas de destilación
8 hornos
más de 500 motores eléctricos

## Mercado
Desde Arroyito (provincia de Neuquén), ENSI desarrolla una política comercial orientada a empresas petroleras, gasíferas, petroquímicas y energéticas de la región. La exportación de agua pesada generó un impacto positivo en la balanza comercial argentina de aproximadamente 150 millones de dólares en el período 1997/2000.
El plan de producción global de ENSI para 2007 contempló la elaboración de 100 toneladas de agua pesada que fueron destinadas para satisfacer los requerimientos del mercado argentino y atender las demandas del mercado internacional por parte de países como Canadá, República de Corea, EE. UU. y Francia. Además se suministró la carga de agua pesada requerida por el reactor vendido por INVAP a Australia recientemente.
La última exportación de agua pesada fue a Noruega, quien compró 1375 kilogramos. La operación se realizó por un monto de 300.000 dólares y se materializó mediante un convenio que firmaron la Comisión Nacional de Energía Atómica y la Organización Internacional de Energía Atómica.

## Actualidad
En 2021 la planta industrial de agua pesada ( propiedad de la comisión nacional de energía atómica) se encontraba parada y con sólo 80 trabajadores que se dedicaban a su conservación y mantenimiento. Para volver a ponerla en marcha se necesitaría incorporar entre 200 y 300 trabajadores más y la construcción de una nueva central nuclear con uranio natural, sino dado la gran capacidad de producción que tiene hace inviable producir para pequeñas cantidades qué demanda las centrales nucleares en operaciones argentinas.
En mayo de 2023, el gobierno argentino firmó un acuerdo para la reactivación de la planta, que empezaría a producir de nuevo en 2025.